# Lucas de los Santos
Lucas de los Santos, né le 26 juillet 2001 à Paysandú en Uruguay, est un footballeur uruguayen qui joue au poste de milieu défensif au Club Puebla.

## Biographie

### En club
Né à Paysandú en Uruguay, Lucas de los Santos est formé par le Defensor SC. En juin 2021, de los Santos signe son premier contrat professionnel avec son club formateur. Il débute en professionnel alors que le club est en deuxième division uruguayenne, jouant son premier match le 5 octobre 2021, lors d'un match de championnat contre le Central Español FC. Ce jour-là il entre en jeu et son équipe s'incline par un but à zéro.
Le Defensor SC fait ensuite son retour en première division, de los Santos découvre alors l'élite du football uruguayen. Il joue son premier match dans cette compétition le 13 février 2022, contre le champion en titre, le CA Peñarol. Il entre en jeu à la place de Fernando Elizari (en) et son équipe s'impose par un but à zéro,.